# Neidan
Neidan (chiń. 内丹; pinyin nèidān; dosł. „wewnętrzny eliksir”) – w alchemii taoistycznej system synkretycznych doktryn i praktyk ezoterycznych, mających prowadzić do zespolenia z dao i w konsekwencji osiągnięcia nieśmiertelności.